# Mario Piacenza
Mario Piacenza, né le 21 avril 1884 à Pollone et mort le 16 avril 1957 à Biella, est un alpiniste, explorateur et ethnologue italien, l'un des pionniers du cinéma de montagne.

## Biographie

### Ascensions alpines
Très jeune Mario Piacenza entreprend les ascensions hivernales du Liskamm, de la Dent d'Hérens, de l'aiguille Noire de Peuterey, du mont Maudit et de la dent du Géant. Il effectue également la traversée du mont Rose de la Pyramide Vincent à la pointe Dufour en moins de vingt-quatre heures. En 1907, il réussit la troisième ascension hivernale du Cervin.
Le 9 septembre 1911, Mario Piacenza fait la véritable première ascension du Cervin par l'arête de Furggen avec les guides Jean-Joseph Carrel et Joseph Gaspard (le dernier ressaut, qui avait repoussé toutes les tentatives, avait été descendu puis remonté par Guido Rey sur une échelle de corde mise en place par ses guides).

### Les expéditions
Dès 1910, il met sur pied une expédition dans le Caucase et en Iran, au cours de laquelle il effectue les ascensions du Dykh-Tau (par une nouvelle voie), du Chkhara, du mont Ararat et du mont Damāvand.
En 1913, Mario Piacenza organise et mène une exploration du Ladakh, au cours de laquelle il atteint le sommet Kun du Nun-Kun (7 095 m) au Cachemire avec Borelli et Gaspard. L'automne de la même année, il atteint le haut Sikkim pour explorer le glacier de Zemu situé près du Kangchenjunga. Il rapporte des milliers de photographies des régions et des peuples visités.

### Le cinéma de montagne
Il tourne les tout premiers films d'alpinisme en 1911 avec une caméra 16 mm : Ascension au Cervin (Ascensione al Cervino) et Ascension à la dent du Géant (Ascenzione al Dente del Gigante).